# 宮城県道223号泉ヶ岳公園線
宮城県道223号泉ヶ岳公園線(みやぎけんどう223ごう いずみがたけこうえんせん)は、宮城県仙台市泉区を結ぶ一般県道である。

## 概要
泉ヶ岳に繋がる県道であり、終点の近くには泉ヶ岳スキー場がある。

### 路線データ
- 起点：宮城県仙台市泉区福岡[1]
- 終点：宮城県仙台市泉区根白石[1]
- 実延長：9,373.4 m[2]

## 路線状況

### 重複区間
- 宮城県道263号泉ヶ丘熊ヶ根線：泉区福岡字吹付 - 同区根白石字細田）

## 地理

### 交差する道路
- 国道457号
- 宮城県道263号泉ケ丘熊ケ根線

### 沿線の施設
- 仙台市立福岡小学校
- 泉ヶ岳スキー場